# Философский факультет Карлова университета
Философский факультет Карлова университета в Праге (чеш. Filozofická fakulta Univerzity Karlovy, сокр. FF UK) — это один из четырёх факультетов, существующий со времён основания Карлова университета в Праге, первоначально имевший название Факультет свободных искусств. Факультет является традиционным центром чешского образования и одной из самых важных образовательных гуманитарных институций. На более чем семидесяти специальностях второго по величине факультета обучается свыше 8000 студентов. Численность профессорско-преподавательского состава — 700 человек, среди которых такие фигуры мирового значения, как переводчик Мартин Гильский, теолог Томаш Галик и египтолог Мирослав Вернер. В прошлом здесь работали Ян Гус, Томаш Гарриг Масарик, Эдвард Бенеш, Ян Паточка и Альберт Эйнштейн.
Философский факультет Карлова университета является также одним из немногих факультетов в Чехии, в управлении которых принимают активное участие студенты. Они составляют почти половину выбранных представителей Академического сената факультета и ведут активную деятельность в более чем тридцати студенческих обществах, организованных ими.

## История

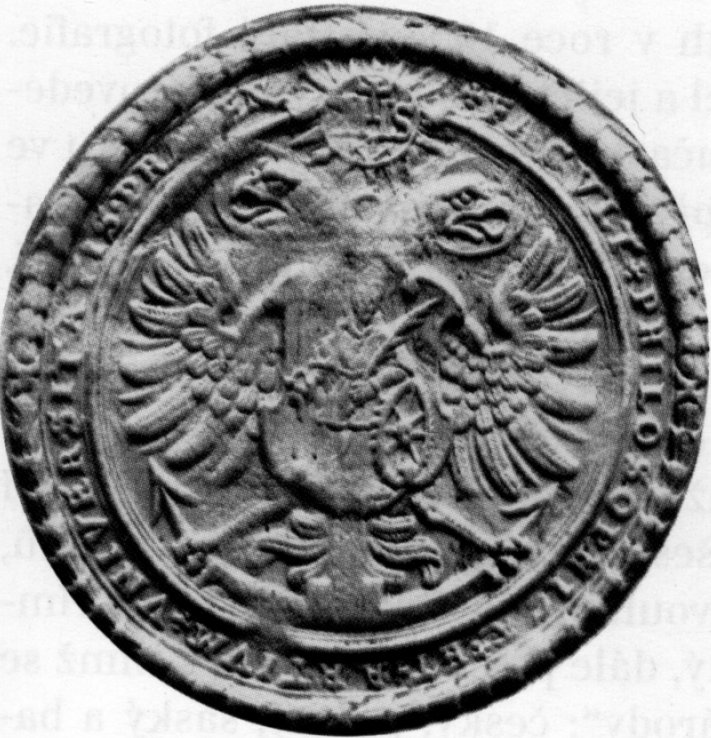
Печать пражского философского факультета из второй половины 17 века; рядом с имперским орлом с якорем и буквами IHS показывает покровительницу факультета, святую Екатерину Александрийскую, покровительницу философов, с атрибутами — мечом, колесом и мученической пальмою

Факультет свободных искусств — предшественник нынешнего философского — был основан 7 апреля 1348 года Карлом IV как один из четырёх основных факультетов Пражского университета. Его обозначение как «философский» возникло в связи с тем, что раньше понятие философия трактовалось шире и означало науку вообще или «любовь к мудрости». В те времена считалось традицией получить первое высшее образование, окончив факультет свободных искусств, где студенты обучались главным образом риторике и философии. В связи с этим факультет вскоре стал самой многочисленной по количеству людей частью университета, и уже в 1366 году император Карл IV выделил специалистам в области свободных искусств первое в истории Центральной Европы общежитие — Каролинум.
После гуситских войн факультет свободных искусств в течение двух столетий занимал положение главного в целом университете. С XVII века факультет официально стал называться Философским и до середины XIX века предоставлял возможность получить подготовительное высшее образование будущим студентам других факультетов. Помимо философии здесь изучались эстетические науки, педагогика, математика, астрономия, естественные науки, технические науки, экономика и история. В  XIX веке начинают развиваться ориенталистика, археология и религионистика, а также филологические специальности, в частности, чешский язык, итальянский язык, французский язык, английский язык и еврейский язык. После либерализации обучения во второй половине XIX века, в 1897 году, учебные специальности Философского факультета стали доступны и женщинам.
Даже после разделения университета на чешский и немецкий, а также выделения природоведческого факультета в самостоятельную организацию в 1920 году, Философский факультет играл ключевую роль в рамках всего университета, что продолжалось до его закрытия оккупантами-нацистами в 1939 году, связанного с репрессией педагогов и студентов. После освобождения Чехии в 1945 году и установления в 1948 году новой власти развитие университета проходило в новых условиях, включая введение марксистско-ленинских предметов. В 60-е годы факультет снова постепенно стал открывать свои двери незаурядным личностям того времени, однако реформаторский процесс был остановлен в 1968 году после ввода войск в Чехословакию и последовавшим за ней периодом нормализации. Эти события стали причиной политического акта самосожжения студента факультета Яна Палаха. После Бархатной революции 1989 года факультет вернул статус одного из самых престижных образовательных институтов в Чешской Республике. Благодаря поддержке и развитию своих традиций в области образования на протяжении почти семидесяти лет, успешной преподавательской и педагогической деятельности, а также широкому спектру учебных специальностей Философский факультет Карлова университета имеет значение мирового масштаба.
21 декабря 2023 года в здании факультете произошла стрельба, в результате которой 15 человек, включая стрелка, погибли, ещё 25 человек получили ранения.

## Личности
За семь столетий существования Философский факультет открыл свои двери десяткам выдающихся личностей, которые выступали здесь в роли деканов, преподавателей или студентов.
- Ян Гус (как его декан)
- юрист Викторин Корнел из Вшегрд
- философы Бернард Больцано, Эрнст Мах, Ян Паточка
- археолог Бедржих Грозный
- историки Йозеф Пекарж и Франц Лотар Эгемант
- государственные деятели Томаш Гарриг Масарик и Эдвард Бенеш
- химик Ярослав Гейровский
- литературоведы Франтишек Ксавер Шальда, Ян Мукаржовский и Рене Веллек
- поэт Ярослав Врхлицкий
- физик Альберт Эйнштейн
- писатель Карел Чапек
- Ян Палах

Среди культурных деятелей современности на Философском факультете учились писатели Михал Вивег, Милош Урбан, Радка Денемаркова, Петра Гулова, а также композитор Мирослав Срнка. Выпускниками факультета являются и общественно-политические деятели: правозащитница Анна Шабатова, председатель аккредитационной комиссии ЧР политолог Владимира Дворжакова, политик Любош Добровский.

## Изучение

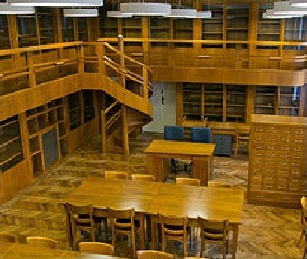
Исторический кабинет с оригинальным оборудованием 1930-х годов.

По численности профессорско-преподавательского и студенческого составов (Akademická obec) факультет превосходит большинство чешских вузов. Также он занимает первое место по числу учебных специальностей, на которых часто обучается относительно небольшое количество студентов, исчисляемое десятками, а иногда и единицами. Это касается таких узких специальностей, как арабистика, иранистика, тюркология, корейский язык, логика и эстетика, обучение которым проводится в специализированных кабинетах высокого класса. В отношении возможности углублённого изучения столь широкого спектра узких специальностей философский факультет Карлова Университета не имеет аналогов в пределах Чешской Республики.
Философский факультет Карлова Университета также единственный факультет в Европе, где изучаются все языки, на которых говорят в странах ЕС. Наряду с самыми распространёнными германскими, романскими и славянскими языками здесь можно изучать и африканские языки, албанский язык, бенгальский язык, еврейский язык, японский язык, монгольский язык, хинди, а также санскрит. Выпускники этих специальностей востребованы в дипломатической и переводческой сферах.
Основными направлениями, одновременно насчитывающими большее количество студентов, являются филология (богемистика, англистика, германистика, романистика, испанистика), история и философия. Наряду с ними Философский факультет предоставляет возможность обучения на других специальностях, составляющих достаточно разнообразный список: от традиционной философии, религионистики, логики и эстетики до психологии, социологии, политологии, андрагогики, науки о театре, кино и СМИ.
Благодаря многочисленным обменным программам студенты имеют возможность часть своего обучения проводить за рубежом. Вместе с тем, каждый год и сам факультет принимает сотни иностранных студентов. Неполный список большого количества программ составляют, например, программы по обмену студентов  Erasmus, CEEPUS, Visegrádský fond, DAAD, Aktion, государственные стипендии, а также целый ряд программ по двусторонней договорённости.
| Области изучения   | Специальности |
| ------------------ | --- |
| История            | Археология доисторического периода и средних веков, Египтология, Архивоведение и вспомогательные исторические науки, История и культура мусульманских стран, Древняя история и культура Восточного Средиземноморья, История античной цивилизации, История, История экономики и общества, История Чехии в контексте Европы, История еврейского народа и др. |
| Язык и литература  | Англистика и американистика, Испанистика, Индология, Иранистика, Итальянистика, Кореянистика, Монголистика, Немецкий язык и литература, Нидерландский язык и литература, Общее языкознание, Португалистика, Русистика, Синология, Финский язык и литература, культура и история Финляндии, Фонетика, Французская филология, Цыганистика, Чешский язык и литература, Шведский язык и литература, культура и история Швеции, Японистика, Перевод (английский, французский, немецкий, русский, испанский языки). |
| Человек и общество | Психология, Социология, Экономическая социология, Политология, Политическая теория, Философия, Религионистика, Андрагогика и управление персоналом, Педагогика, Социальная педагогика, Современные СМИ, Информационные исследования и библиотечное дело. |
| Искусство          | История искусства, Наука о театре, Эстетика, Наука о кино, Наука о музыке. |
| Преподавание       | Преподаватель чешского языка и литературы в средней школе, Чешский язык как иностранный, Преподаватель латинского языка и литературы в средней школе. |

## Общественные мероприятия
Карлов Университет помимо двух базовых функций высшего учебного заведения, которыми  являются обучение и исследование, имеет так называемую «третью функцию» (по определению ОЭСР, концепт означает «деятельность, направленную на развитие региона и на совместную работу с экономической, государственной и некоммерческой сферами» - http://kredo.reformy-msmt.cz/vyzkumna-zprava-treti-role-cr-vs). В связи с этим Философский факультет также содействует актуальным открытым дискуссиям, обеспечивая участие в них специалистов и проведение исследований. Для этого Факультет организует целый ряд обучающих мероприятий (англ. термин workshop), лекций и фестивалей, открытых для широкого общества, младших школьников и школьников среднего звена, а также пенсионеров:
- тематические курсы для пенсионеров «Univerzita třetího věku» - Университет третьего возраста
- обучающие мероприятия для детей 3-9 классов средней школы «Dětská univerzita» - Детский университет
- фестиваль «Open Square»
- фестиваль «Týden diverzity» - Неделя разнообразия
- научно-популярное мероприятие «Den vědy» - День науки
- Ночь философии

В мероприятиях, целью которых является повышение компетентности всего общества, принимали непосредственное участие такие личности, как Далай-лама, экс-госсекретарь США Мадлен Олбрайт, китайский художник и архитектор Ай Вэйвэй, а также российский историк Андрей Зубов.

## Студенческая жизнь
На философском факультете ведут активную деятельность около тридцати студенческих организаций, что является прочной и влиятельной традицией. Только на философском факультете, в сравнение с другими факультетами во всей Чешской Республике, студенты составляют 50 процентов всех членов академического сената, благодаря чему они имеют возможность не только разнообразить жизнь факультета, но и оказывать значительное влияние на его управление.

### Студенческий совет
На базе факультета работает студенческий совет, который является исполнительным органом сообщества Студенческий фонд Философского факультета (чеш. Studentský fond FF UK). Сообщество основали студенты факультета, принимавшие участие в революции 1989 года. Студенческий фонд стремится разнообразить студенческую жизнь и защищать интересы студентов факультета во время переговоров с вышестоящими органами управления, в частности, университетом. Члены совета регулярно оказывают финансовую поддержку таким студенческим проектам, как журналы, театральные кружки, фестивали и циклы лекций для широкого круга слушателей. Кроме того, Студенческий фонд ежегодно выпускает брошюру OFFŠEM для первокурсников, которая помогает им сориентироваться на факультете, а также занимается подготовкой лекций FAUST, по окончании которых первокурсники оригинальным способом считаются официально зачисленными в университет.